# Pisarovina
 Pisarovina  (magyarul: Piszárovina) falu és község Horvátországban Zágráb megyében. Közigazgatásilag Bratina, Bregana Pisarovinska, Donja Kupčina, Dvoranci, Gorica Jamnička, Gradec Pokupski, Jamnica Pisarovinska, Lijevo Sredičko, Lučelnica, Podgorje Jamničko, Selsko Brdo, Topolovec Pisarovinski és Velika Jamnička települések tartoznak hozzá.

## Fekvése
Zágráb központjától 26 km-re délnyugatra a Vukomerići dombok és a Draganići erdő határán található.

## Története
Pisarovina keletkezéséről egy régi monda közismert. Eszerint azon a helyen, ahol ma a falu áll egykor grófi birtok volt. Ezt történeti források is alátámasztják. Élt itt egy Sara nevű grófkisasszony aki egyszer megbetegedett. A grófi birtok körül számos szőlőhegy volt és Sara szerette a bort. Amikor szolgái borral kínálták azt mondták: "Pij Saro vina!"  (azaz igyál bort Sara!). A grófkisasszony a jó bortól meggyógyult. A monda szerint innen származik a falu neve. 
A történelmi adatok szerint Pisarovina valójában már a 13. században létezett. 1328-ban "Pezariavo" néven szerepel, ebből alakult ki a mai neve. A vidék tényleges központja azonban akkor még nem Pisarovina, hanem Jamnica volt. Itt volt az uradalom és ma is itt van a plébánia központja. Pisarovina csak az uradalom egyik faluja volt és csak a 18. század végén indult fejlődésnek, amikor a közeli Jamnica ásványvízforrását felfedezték. 
A falunak 1857-ben 209, 1910-ben 329 lakosa volt. Trianon előtt Zágráb vármegye Pisarovinai járásához tartozott. 2001-ben a falunak 418, a községnek összesen 3697  lakosa volt. Mára Pisarovina halastavainak, kiterjedt tölgyerdőinek, valamint a közeli gyógyfürdőnek köszönhetően a zágrábiak egyik kedvelt pihenőhelye lett.

## Lakosság
| Lakosság változása | Lakosság változása | Lakosság változása | Lakosság változása | Lakosság változása | Lakosság változása | Lakosság változása | Lakosság változása | Lakosság változása | Lakosság változása | Lakosság változása | Lakosság változása | Lakosság változása | Lakosság változása | Lakosság változása |
| ------------------ | ------------------ | ------------------ | ------------------ | ------------------ | ------------------ | ------------------ | ------------------ | ------------------ | ------------------ | ------------------ | ------------------ | ------------------ | ------------------ | ------------------ |
| 1857               | 1869               | 1880               | 1890               | 1900               | 1910               | 1921               | 1931               | 1948               | 1953               | 1961               | 1971               | 1981               | 1991               | 2001               |
| 209                | 213                | 190                | 297                | 374                | 329                | 327                | 414                | 276                | 360                | 380                | 408                | 405                | 451                | 418                |

## Nevezetességei
A pisarovinai halastavakat 1918-ban a Pisarovina és Donja Kupčina közötti mocsaras területből alakították ki mintegy 130 hektáron. Eredeti birtokosa egy olasz grófnő volt, akinek a tavak felé vezető út mellett udvarháza állt, amely azonban megsemmisült. A tavakba pontyot, amurt, fejes domolykót, compót, harcsát, csukát, süllőt telepítettek. Pisarovinán a pihenés mellett a sporthorgászat is nagyon népszerű.

## Külső hivatkozások
Pisarovina község hivatalos oldala